# Selección de rugby de Canadá
La selección de rugby de Canadá representa al país en las competiciones oficiales de este deporte. Lo gobierna Rugby Canada.
Canadá está clasificada en la World Rugby como nación de nivel 2, por debajo de las diez naciones de nivel 1. Canadá compite en torneos como el Pacific Nations Cup y la Copa Mundial de Rugby.
Es después del seleccionado de Argentina uno de los mejores en este deporte en el continente americano. La selección tiene historial a favor ante Estados Unidos. Ha logrado tres victorias ante Argentina, una ante Francia, Gales y Escocia, y solo derrotas frente a Nueva Zelanda, Australia, Sudáfrica, Inglaterra e Irlanda.

## Historia
Canadá ha jugado rugby internacional desde principios de los años 1930, debutando en 1932 contra Japón. La selección ha disputado todas las ediciones de la Copa Mundial desde que se estableció en 1987, el único equipo norteamericano que lo logró. Alcanzó cuartos de final por única vez en 1991 al ganarle a Fiyi y Rumania. Nunca más ganó dos partidos, aunque en 2011 consiguió una victoria ante Tonga, un empate ante Japón y dos derrotas abultadas ante Nueva Zelanda y Francia.
Canadá es una potencia en el rugby norteamericano y actualmente es el cuarto de América, tras Argentina, Uruguay y los Estados Unidos. El equipo ha logrado victorias sobre países tradicionalmente más fuertes, de las Seis Naciones como Francia, Gales, Italia y Escocia en al menos una ocasión en años pasados.
En 2013, Canadá se unió a la Pacific Nations Cup, jugando partidos contra Fiyi, Tonga, Japón y su vecino equipo también de división 2, Estados Unidos.
Desde 2016 hasta 2019 jugó la Americas Rugby Championship que antes jugaba con su segundo equipo.

## Estadísticas
A continuación, una tabla resume los resultados de los test matches del XV de Canadá hasta el 19 de julio de 2025.
| Oponente                | Jugados | Ganados | Perdidos | Empatados | % de victorias |
| ----------------------- | ------- | ------- | -------- | --------- | -------------- |
| Alemania                | 1       | 1       | 0        | 0         | 100.0%         |
| Argentina               | 9       | 3       | 6        | 0         | 33.3%          |
| Argentina XV            | 6       | 0       | 6        | 0         | 0.0%           |
| Australia               | 6       | 0       | 6        | 0         | 0.0%           |
| Barbados                | 1       | 1       | 0        | 0         | 100.0%         |
| Barbarian F.C.          | 2       | 0       | 1        | 1         | 0.0%           |
| Bélgica                 | 4       | 3       | 1        | 0         | 75.0%          |
| Brasil                  | 5       | 3       | 2        | 0         | 60.0%          |
| Brasil XV               | 1       | 1       | 0        | 0         | 100.0%         |
| British and Irish Lions | 1       | 0       | 1        | 0         | 0.0%           |
| Chile                   | 9       | 7       | 2        | 0         | 77.7%          |
| Chile XV                | 1       | 0       | 1        | 0         | 0.0%           |
| Emerging Australia      | 1       | 0       | 1        | 0         | 0.0%           |
| England Saxons          | 6       | 0       | 6        | 0         | 0.0%           |
| Escocia                 | 6       | 1       | 5        | 0         | 16.6%          |
| Escocia XV              | 1       | 1       | 0        | 0         | 100.0%         |
| Escocia A               | 2       | 0       | 2        | 0         | 0.0%           |
| España                  | 5       | 2       | 3        | 0         | 40.0%          |
| Estados Unidos          | 66      | 39      | 25       | 2         | 59.0%          |
| Fiyi                    | 12      | 3       | 9        | 0         | 25.0%          |
| Francia                 | 9       | 1       | 8        | 0         | 11.1%          |
| Francia XV              | 1       | 0       | 1        | 0         | 0.0%           |
| Francia A               | 1       | 0       | 1        | 0         | 0.0%           |
| Gales                   | 13      | 1       | 12       | 0         | 7.6%           |
| Gales XV                | 4       | 0       | 4        | 0         | 0.0%           |
| Gales U23               | 1       | 0       | 1        | 0         | 0.0%           |
| Georgia                 | 7       | 3       | 4        | 0         | 42.8%          |
| Hong Kong               | 7       | 6       | 1        | 0         | 85.7%          |
| Inglaterra              | 7       | 0       | 7        | 0         | 0.0%           |
| Inglaterra XV           | 5       | 1       | 4        | 0         | 20.0%          |
| Inglaterra U23          | 2       | 0       | 2        | 0         | 0.0%           |
| Irlanda                 | 8       | 0       | 7        | 1         | 0.0%           |
| Ireland Wolfhounds      | 2       | 0       | 2        | 0         | 0.0%           |
| Irlanda XV              | 1       | 0       | 1        | 0         | 0.0%           |
| Italia                  | 10      | 2       | 8        | 0         | 20.0%          |
| Italia A                | 1       | 1       | 0        | 0         | 100.0%         |
| Japón                   | 26      | 8       | 16       | 2         | 30.7%          |
| Kenia                   | 1       | 1       | 0        | 0         | 100.0%         |
| Māori All Blacks        | 6       | 0       | 6        | 0         | 0.0%           |
| Namibia                 | 3       | 2       | 1        | 0         | 66.6%          |
| Nueva Zelanda           | 6       | 0       | 6        | 0         | 0.0%           |
| Nueva Zelanda XV        | 1       | 0       | 1        | 0         | 0.0%           |
| Países Bajos            | 1       | 1       | 0        | 0         | 100.0%         |
| Portugal                | 5       | 4       | 1        | 0         | 80.0%          |
| Rumania                 | 10      | 3       | 7        | 0         | 30.0%          |
| Rusia                   | 5       | 4       | 1        | 0         | 80.0%          |
| Samoa                   | 6       | 0       | 6        | 0         | 0.0%           |
| Sudáfrica               | 3       | 0       | 3        | 0         | 0.0%           |
| Tonga                   | 12      | 5       | 7        | 0         | 41.6%          |
| Uruguay                 | 13      | 8       | 5        | 0         | 61.5%          |
| Total                   | 322     | 116     | 200      | 6         | 36.02%         |

## Victorias destacadas
- Se consideran solo victorias ante naciones del Tier 1 ( participantes del Seis Naciones y del Rugby Championship).

| 25 de junio de 1983 | Canadá | 19 - 13 | Italia | Sports Complex, Burnaby Lake |  |

| 30 de marzo de 1990 | Canadá | 15 - 6 | Argentina | Sports Complex, Burnaby Lake |  |

| 16 de junio de 1990 | Argentina | 15 - 19 | Canadá | Estadio José Amalfitani, Buenos Aires |  |

| 10 de noviembre de 1993 | Gales | 24 - 26 | Canadá | Cardiff Arms Park, Cardiff |  |

| 4 de junio de 1994 | Canadá | 18 - 16 | Francia | Twin Elm Rugby Park, Nepean |  |

| 11 de noviembre de 2000 | Italia | 17 - 22 | Canadá | Stadio Comunale Mario Battaglini, Rovigo |  |

| 15 de junio de 2002 | Canadá | 26 - 23 | Escocia | Vancouver, |  |

| 2 de julio de 2005 | Canadá | 22 - 15 | Argentina | Kingsland, Calgary |  |

## Palmarés
- Pacific Rim Championship (3): 1996, 1997, 1998.
- Superpowers Cup (1): 2005.

## Participación en copas
| - Nueva Zelanda 1987: primera fase - Inglaterra 1991: cuartos de final - Sudáfrica 1995: primera fase - Gales 1999: primera fase - Australia 2003: primera fase - Francia 2007: primera fase - Nueva Zelanda 2011: primera fase - Inglaterra 2015: primera fase - Japón 2019: primera fase - Francia 2023: no clasificó - Australia 2027: por clasificar - Panamericano 1995: 2º puesto - Panamericano 1996: 2º puesto - Panamericano 1998: 2º puesto - Panamericano 2001: 2º puesto - Panamericano 2003: 3º puesto - Pacific Rim 1996: Campeón - Pacific Rim 1997: Campeón - Pacific Rim 1998: Campeón - Pacific Rim 1999: 6º puesto (último) - Pacific Rim 2000: 5º puesto - Pacific Rim 2001: 4º puesto | - Superpowers Cup 2003: no participó - Superpowers Cup 2004: 2º puesto - Superpowers Cup 2005: Campeón invicto - Churchill Cup 2003: 3º puesto (último) - Churchill Cup 2004: 3º puesto - Churchill Cup 2005: 4º puesto (último) - Churchill Cup 2006: 5º puesto - Churchill Cup 2007: 5º puesto - Churchill Cup 2008: 5º puesto - Churchill Cup 2009: 4º puesto - Churchill Cup 2010: 2º puesto - Churchill Cup 2011: 2º puesto - Pacific Nations Cup 2013: 2º puesto - Pacific Nations Cup 2014: 3º puesto de grupo - Pacific Nations Cup 2015: 6º puesto (último) - Pacific Nations Cup 2016: no participó - Pacific Nations Cup 2017: no participó - Pacific Nations Cup 2018: no participó - Pacific Nations Cup 2019: 6º puesto (último) - Pacific Nations Cup 2024: 6° puesto (último) - Pacific Nations Cup 2025: A disputarse - Americas Rugby Championship 2016: 3º puesto - Americas Rugby Championship 2017: 5º puesto - Americas Rugby Championship 2018: 4º puesto - Americas Rugby Championship 2019: 5º puesto |